# Prášily

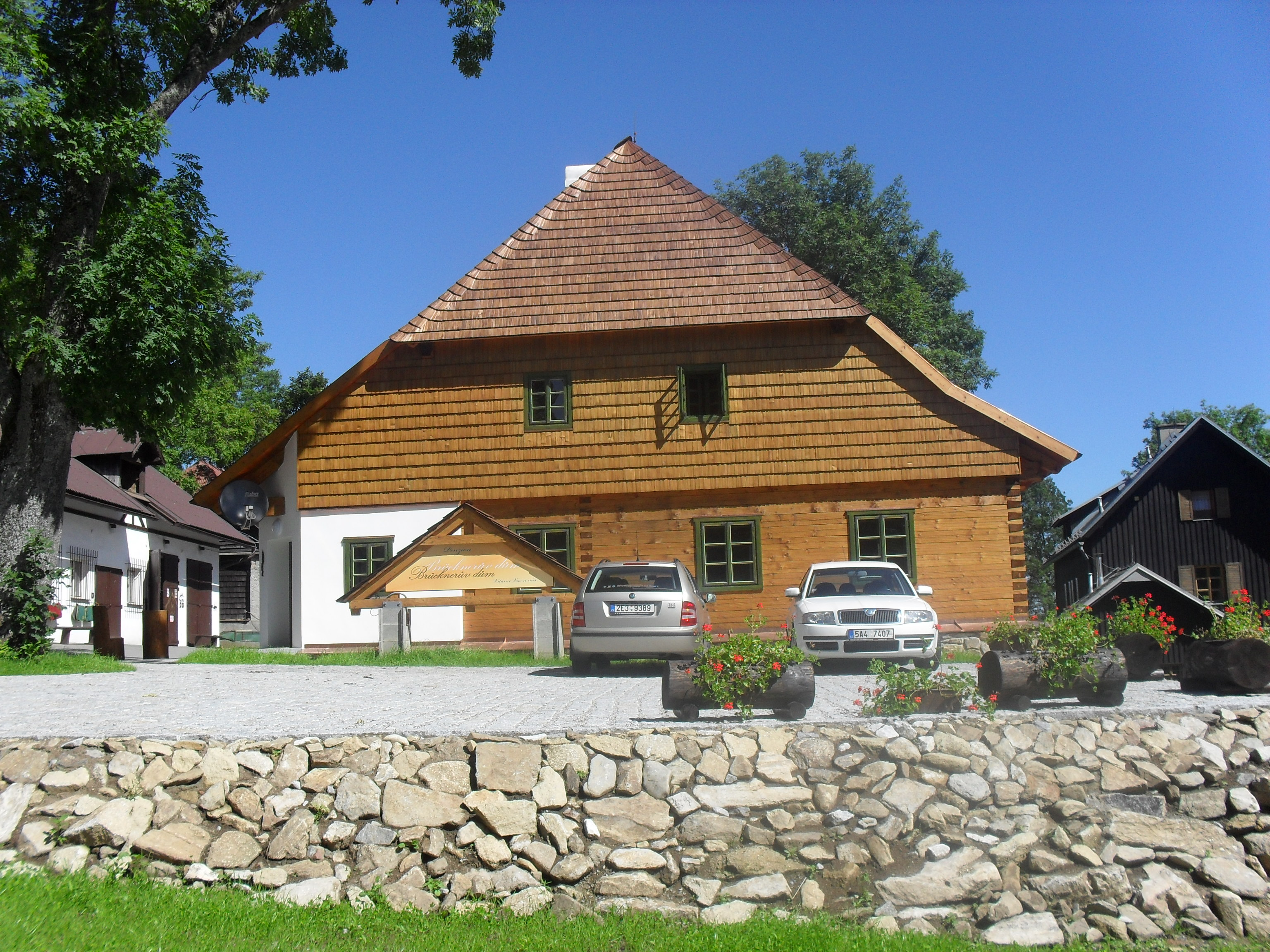
Brücknerův dům

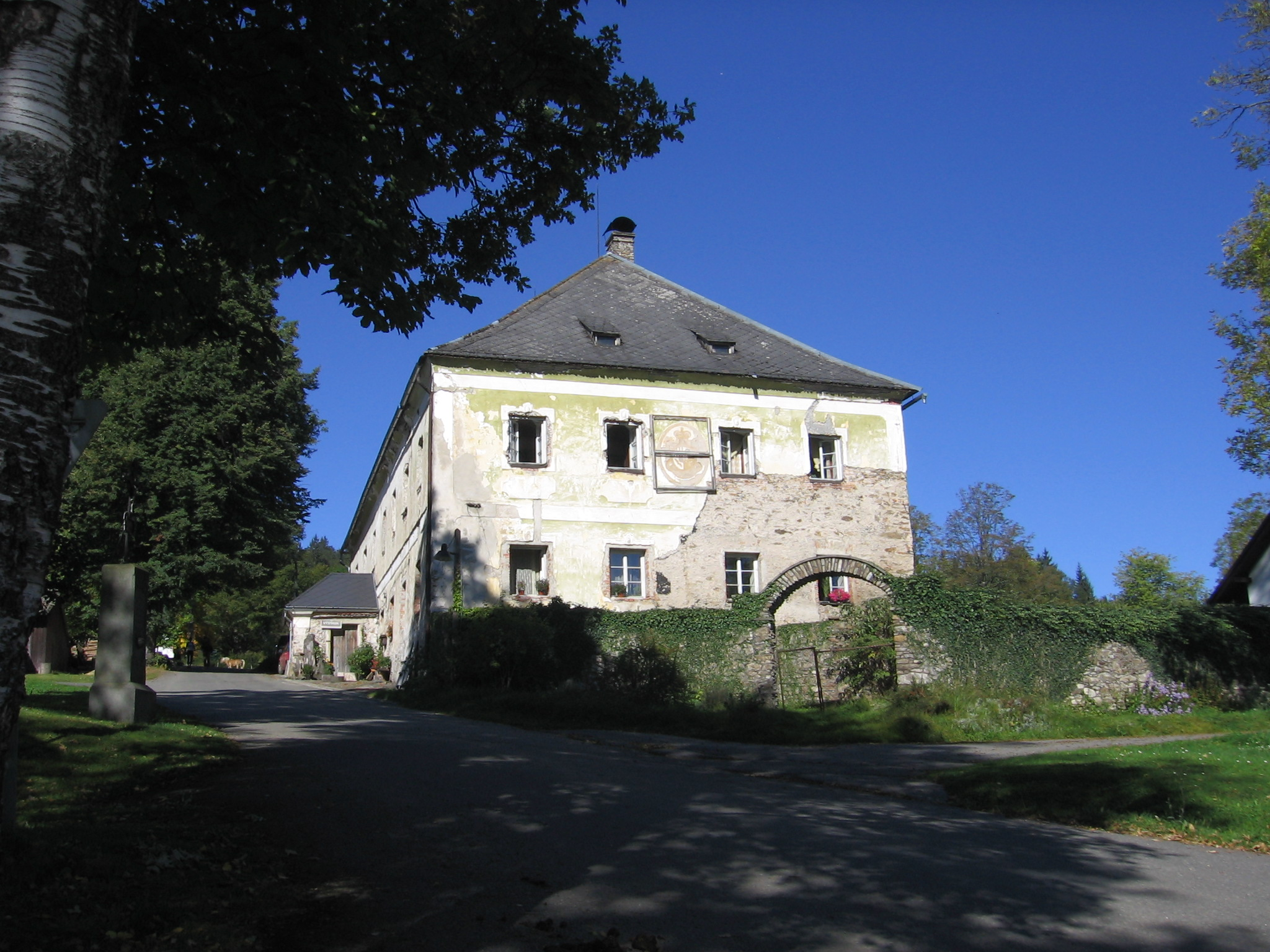
Herrenhaus

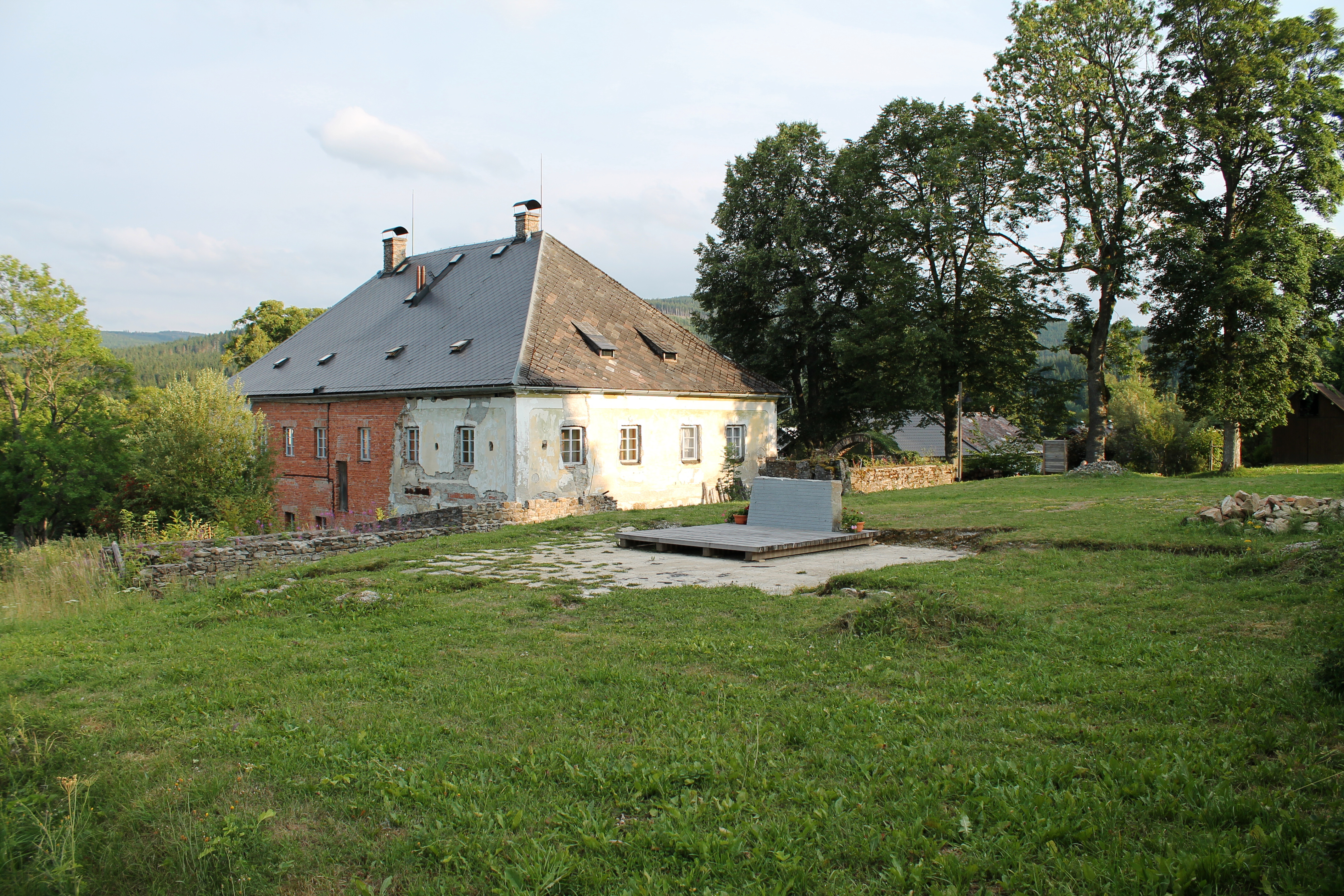
Standort der ehemaligen Kirche

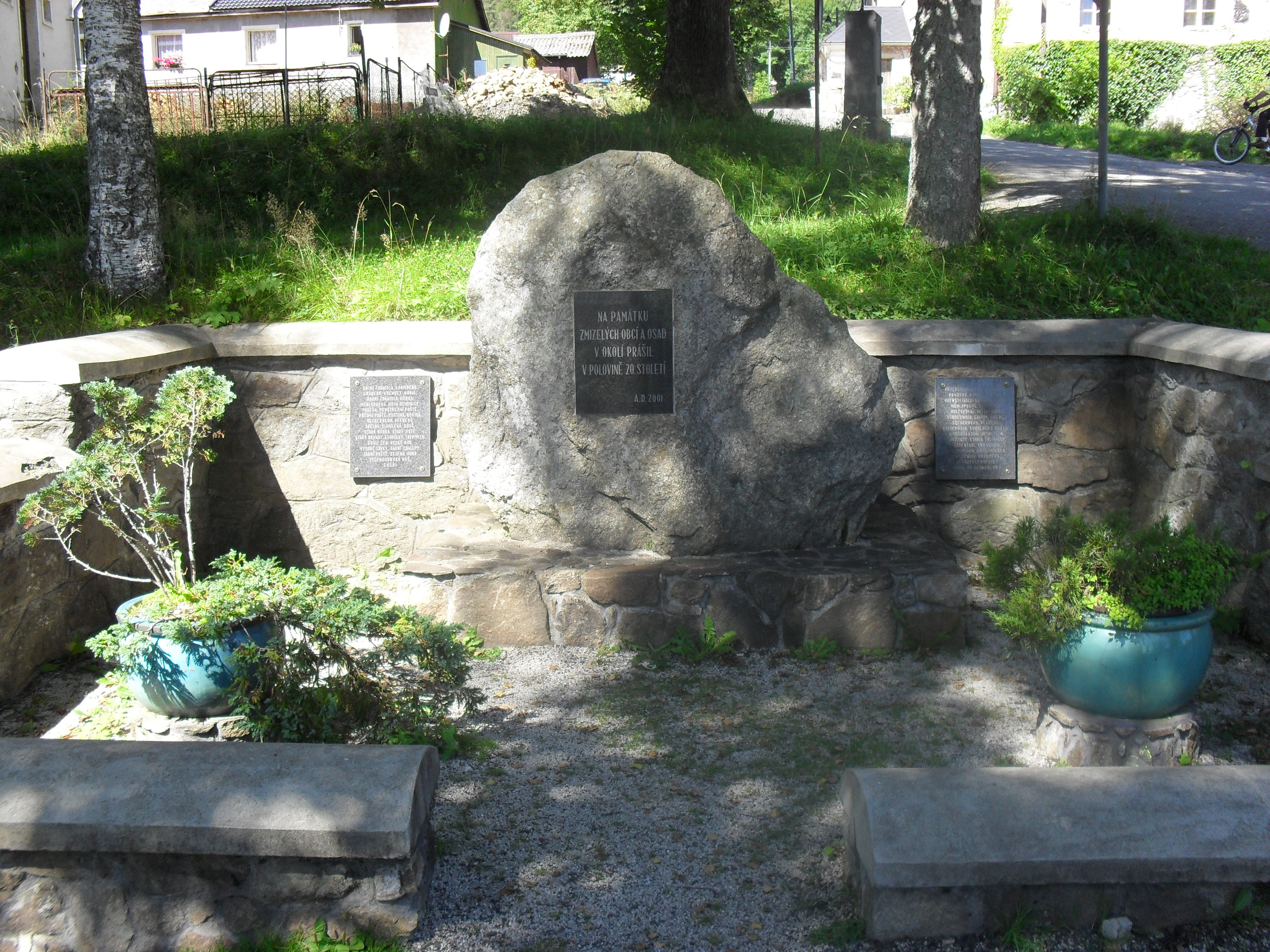
Denkmal für die zerstörten Dörfer

Prášily (deutsch Stubenbach) ist eine Gemeinde in Tschechien. Sie liegt 18 Kilometer südwestlich von Sušice bzw. 15 Kilometer nordöstlich von Zwiesel und gehört zum Okres Klatovy.

## Geographie
Prášily befindet sich im Böhmerwald am östlichen Fuße der Ždánidla (Steindlberg, 1309 m) im Tal des Prášilský potok (Stubenbach). Nordöstlich erhebt sich der Slunečná (Sonnberg, 996 m), im Süden der Poledník (Mittagsberg, 1315 m) mit dem Prášilské jezero (Stubenbachsee) und der Scheuereckberg. Im Westen liegt jenseits Ždánidla am Fuße des Lackenberges der Laka (Lackensee). Nordwestlich schließen sich die Dřevěná hůl (Hohenstock, 1206 m) und der Hůrecký vrch (Hurkenberg, 1099 m) an. Südwestlich liegt am Gsenget der Wandergrenzübergang Prášily/Scheuereck nach Bayern.
Nachbarorte sind Hartmanice im Nordosten, Srní im Osten, Modrava im Südosten, Buchenau im Süden, Spiegelhütte im Südwesten, Železná Ruda im Westen sowie Nová Hůrka im Nordwesten.

## Geschichte
Das unbesiedelte Gebirge entlang des alten Zwiesler Weges, der durch das Stubenbachtal nach Böhmen führte, war bis ins 18. Jahrhundert Teil des königlichen Waldhwozd. 1725 kaufte Karl Richard Ritter von Schmidel die künischen Freigerichte Stachau und Stadln (Stodůlky) von den Grafen Kolowrat. Schmidel, der in dieser Zeit in ganz Böhmen Besitztümer mit geborgtem Geld erworben hatte, war ein Jahr später zahlungsunfähig. Er verkaufte 1726 Parzellen an der Křemelná an Siedler, die den Ort Großhaid (Velký Bor) gründeten. Wenig später entstanden weitere Siedlungen, darunter Rehberg, Waid (Paště) und Hohenstegen (Vysoké Lávky). 1731 erwarb Eleonora von Mansfeld die Gerichte Stachau und Stadln bei Versteigerung des Schmidelschen Besitzes für lediglich 19.500 Gulden. Sie ließ zahlreiche weitere Siedlungen anlegen. Dadurch wuchsen die Aufgaben des Gerichtes in Stadln stark an. Heinrich Paul von Mansfeld, der inzwischen die Herrschaft angetreten hatte, ließ deshalb in Stadln ein zweites Gericht für die neuen Siedlungen einrichten, das als Neustadln bezeichnet wurde. 1749 verkaufte Heinrich Paul von Mansfeld die künischen Gerichte Stachau, Altstadln und Neustadln an den Glashüttenmeister Laurenz Gattermayer. Dieser ließ in dem unbesiedelten Waldgebiet in der Finsteren Stube am Stubenbach zwei Spiegelglashütten errichten. Um diese entstand die Glasmachersiedlung Gattermayerhütte. Die neue Siedlung mit den umliegenden Wäldern wurde vom Waldhwozd abgetrennt und bildete ein unabhängiges Allodialgut mit eigener Gerichtsbarkeit, das ab 1750 als Stubenbach bezeichnet wurde. Die künischen Gerichte Stachau, Altstadln und Neustadln wurden im schutzuntertänigen Verband mit dem Gut Stubenbach vereinigt. Seit 1754 wurde in Gattermayerhütte eine herrschaftliche Brauerei betrieben. 1756 entstand eine Kapelle. Nach dem Tode Gattermayers ersteigerte Josef Graf Kinsky 1763 Stubenbach als Kridargut und gab auch der Siedlung Gattermayerhütte den Namen Stubenbach. Sein Neffe Philipp Josef Graf Kinsky erweiterte das Gut Stubenbach 1788 noch um das kleine Gut Gutwasser. 1798 verkaufte er die Güter Stubenbach und Gutwasser für 400.000 Gulden an Joseph II.  zu Schwarzenberg; die Spiegelhütte mit den zwei Spiegelschleifereien behielt Philipp Josef Graf Kinsky jedoch für sich. Zwei Jahre später erwarb Joseph II. zu Schwarzenberg noch das Gut Langendorf und vereinigte alle drei Güter zur Allodialherrschaft Stubenbach und Langendorf. 1803 wurde in Stubenbach die Kirche St. Prokop geweiht. 1819 entstand die Papierfabrik J. K. Eggert, die handgeschöpftes Papier für exklusive Zwecke fertigte. Daneben war der Ort Sitz eines Schwarzenbergischen Forstamtes. Im Jahre 1824 ließen die Grafen Kinsky die Spiegelhütte in Stubenbach stilllegen. 1833 erbte Johann Adolf II. zu Schwarzenberg die Allodialherrschaft Stubenbach und Langendorf.
Im Jahre 1838 umfasste das Gut Stubenbach einschließlich des Gutes Gutwasser, des königlichen Waldhwozdes II. Teil sowie der königlichen Stachauer und Stadlner Gerichte eine Nutzfläche von 38.698 Joch 1181 Quadratklafter. Davon entfielen 26.934 Joch 1383 Quadratklafter auf Wälder, die auf die Stubenbacher, Neubrunner, Schätzenwalder, Philippshütter, Maderer und Pürstlinger Forstreviere aufgeteilt waren. Der Holzabsatz erfolgte über die fürstliche Schwemmanstalt, zu der fast alle Bäche benutzt wurden und zu deren Betrieb der Chinitz-Tettauer Schwemmkanal angelegt worden war. Zum Gut Stubenbach gehörten die Dörfer Stubenbach, Obersteindlberg (Horní Žďánidla), Untersteindlberg (Dolní Žďánidla), Gsenget (Pomezí), Neubrunn (Nová Studnice), Grünberghütte bzw. Hütten (Zelenohorská Huť), Grünberghof (Zelenohorský Dvorec), Zeckerberg bzw. Seckerberg (Horky u Srní), Schötzenreiter bzw. Schützenreuter (Schätzenreith; Schätzova Mýť), Schätzenwald (Schätzův Les), Chinitz (Vchynice), Tettau (Tetov), Moder, Fischerhütten, Pürstling, Philippshütten, Preisleiten und Gutwasser (Dobrá Voda) sowie der Stubenbacher Anteil von Seeberg (Jezerní). Mit Ausnahme der Dominikaldörfer Chinitz, Tettau und Gsenget gehörten sämtliche Ortschaften zum Gericht Stubenbach. Auf dem Gebiet des Gutes Stubenbach lebten 1516 deutschsprachige Personen, deren Haupterwerbsquellen die Holzfällerei, die Flößerei sowie die Spinnerei und Weberei bildeten. Das Amtsdorf der Allodialherrschaft war Langendorf.
Der Ort Stubenbach bestand zu dieser Zeit aus 168 Häusern mit 1134 Einwohnern; darin sind auch sämtliche zum Gericht Stubenbach gehörigen Dörfer mit einberechnet. Unter herrschaftlichem Patronat standen die Lokalkirche St. Prokop und die Schule. Stubenbach war Sitz eines fürstlichen Forstamtes. Außerdem gab es im Dorf ein herrschaftliches Bräuhaus, ein Branntweinhaus, zwei Papiermühlen, eine Mahlmühle, eine Brettsäge, zwei Wirtshäuser sowie ein k.k. Hilfszollamt an der Straße nach Zwiesel. Stubenbach war Pfarrort für Obersteindlberg, Untersteindlberg, Gsenget, Hinterhäuser (Zadní Chalupy), Hohenstegen (Vysoké Jávky), Formberg, Gruberg (Hrubá), Sonnberg (Slunečná), Seeberg, Mühlspreng und Großhaid (Velký Bor) sowie einen Teil von Neubrunn und die Maderhäuser (Modrava 1.díl). Bis zur Mitte des 19. Jahrhunderts blieb Stubenbach der Allodialherrschaft Stubenbach und Langendorf untertänig.
Nach der Aufhebung der Patrimonialherrschaften bildete Stubenbach bzw. Stadlern II. Anteil / Prášil t. Štadlovských podílů část II ab 1850 mit den Ortsteilen Untersteindlberg, Obersteindlberg, Gsenget, Mader, Neubrunn, Seckerberg, Grünbergerhof, Grünbergerhütten, Josefstadt, Formberg, Philippshütten, Preisleiten, Pürstling und Rachelhütte eine Gemeinde im Gerichtsbezirk Bergreichenstein. Ab 1868 gehörte Stubenbach / Prášil zum Bezirk Schüttenhofen, 1873 wurde die Gemeinde dem neugebildeten Gerichtsbezirk Hartmanitz zugeordnet. Die Windbrüche von 1868 und 1870 vernichteten im Böhmerwald einen Großteil der alten Bäume. Nach dem Ersten Weltkrieg entwickelte sich Stubenbach zu einem der bedeutendsten Wintersportgebiete des Böhmerwaldes. 1924 wurde der tschechische Ortsname in Prášily geändert. Im selben Jahre lösten sich Philippshütten, Preisleiten, Pürstling, Mader und Rachelhütte von Stubenbach los und bildeten eine eigene Gemeinde, die zunächst den Namen Preisleiten trug. Die Glasfabriken stellten 1924 die Produktion ein. 1933 brannte die Papierfabrik, die u. a. die Kanzlei des tschechoslowakischen Präsidenten beliefert hatte, nieder. In der Schwarzenbergischen Brauerei entstand 1928 eine Touristenunterkunft. In der Gemeinde Stubenberg einschließlich der Ortsteile Gsenget, Neubrunn, Seckerberg und Unter Steindlberg lebten im Jahre 1930 1018 Menschen, die überwiegend Deutsche waren. 1938 bestand der Ort aus 161 Häusern und hatte 1022 Einwohner. Nach dem Münchner Abkommen wurde die Gemeinde dem Deutschen Reich zugeschlagen und gehörte zwischen 1939 und 1945 zum Landkreis Bergreichenstein. 1946 wurden die meisten deutschsprachigen Bewohner von Stubenbach vertrieben. Ihr Vermögen würde durch das Beneš-Dekret Nr. 108 konfisziert. Der Ort konnte nur in geringem Umfang wieder besiedelt werden.
1948 erfolgte in den Wäldern entlang der Grenze zu Bayern der Bau von Drahtverhauen, um die nach der Machtergreifung der Kommunisten zunehmende Fluchtbewegung über die grüne Grenze zu unterbinden. Die schwach besiedelte Gegend wurde 1950 zum militärischen Sperrgebiet erklärt und abgesiedelt. Im selben Jahre wurde die Gemeinde Prášily aufgehoben und der Truppenübungsplatz Dobrá Voda errichtet, dessen Sitzort Prášily war. Um Prášily herum entstanden Bahnen für Schützenpanzer und Panzerschießplätze. Die umliegenden Dörfer wurden zu Artilleriezielen und auf diese Weise dem Erdboden gleichgemacht. In Prášily erfolgte der Abriss der nicht für militärische Zwecke benötigten Gebäude. Am 4. Januar 1979 wurde die Kirche St. Prokop gesprengt.
Nach der Auflösung des Truppenübungsplatzes Dobrá Voda im Jahre 1991 entstand zum 1. Januar 1992 die Gemeinde Prášily neu. Nach dem Abzug der Armee standen in dem Dorf nur noch 25 Häuser und es gab weder eine Schule noch eine Kirche mehr. Seit dieser Zeit wurde in Prášily wieder mit der Schaffung einer Infrastruktur zur Wiedererlangung des früheren Rufes als bedeutendes Tourismus- und Wintersportzentrum begonnen. Die an Stelle der früheren Orte Jezerní und Stodůlky errichteten Schießplätze sind wegen der dort noch lagernden Munition gesperrt und bewalden seitdem.
1997 öffnete der Grenzübergang Gsenget und die Wiederherstellung der Baude des Klubs tschechischer Touristen wurde abgeschlossen. Ein Jahr später eröffnete der Aussichtsturm auf dem Poledník. Während der Monate Juli bis September ist der Grenzwanderweg zwischen der Frantův most, dem Poledník und der Javoří pila begehbar, der durch das Auerhuhn-Schutzgebiet des Nationalparks Šumava führt.
Im November 2017 wurde diskutiert, den alten deutschen Friedhof mit einem tschechischen Teil zu erweitern und auf diese Weise mitzuhelfen, die Aussöhnung zwischen Deutschen und Tschechen zu fördern.

## Gemeindegliederung
Die Gemeinde Prášily besteht aus den Ortsteilen Nová Hůrka (Neuhurkenthal) und Prášily (Stubenbach). Grundsiedlungseinheiten sind Hůrka (Hurkenthal), Nová Hůrka und Prášily. Zu Prášily gehört außerdem die Ansiedlung Slučí Tah (Schnepfenstrich).
Das Gemeindegebiet gliedert sich in die Katastralbezirke Hůrka u Železné Rudy und Prášily. Auf den Fluren liegen die Wüstungen Cettlova Hůrka, auch Cetlova Hůrka (Hurkerzettl), Dolní Ždánidla (Untersteindlberg), Ferdinandovo Údolí (Ferdinandsthal), Filzhäusel, Formberg, Frantoly (Frauenthal), Glasermühle, Gruberg, Horečky (Höhal), Horní Ždánidla (Obersteindlberg), Horní Zelená Hora (Ober Grünberg), Jezerní (Seeberg), Lakahäusel, Leturnerova Huť  (Leturnerhütte), Malý Bor (Haid), Mühlgespreng, Nová Studnice (Neubrunn), Paseka (Holzschlag), Pomezí (Gsenget), Rovina (Ebene), Šerlův Dvůr (Schörlhof), Skelná (Glaserwald), Slunečná (Sonnberg), Souš (Zusch), Stará Hůrka (Althurkenthal), Stará Huť (Althütte), Stinglmühle, Stodůlky (Stadln), Stodůlská Slunečná (Stadler Sonnberg), Tremmeln, Velký Bor (Großhaid), Vysoká Hůl (Hohenstock), Vysoké Lávky (Hohenstegen), Weberhäuser, Zadní Chalupy (Hinterhäuser), Zelenohorská Huť (Grünbergerhütten).

## Sehenswürdigkeiten
- erhaltener Friedhof mit den Resten der zerstörten Kirche St. Prokop
- Brücknerův dům (Brücknerhaus), es dient heute als Pension
- ehemaliges Herrenhaus
- Poledník (Mittagsberg, 1315 m) mit Aussichtsturm, dem Karsee Prášilské jezero (Stubenbacher See) und Kareisdenkmal
- Karsee Laka (Lackensee)
- Grabkapelle der Glasmacherfamilie Abele in der Wüstung Hůrka
- Březník (St. Guntherberg) bei Dobrá Voda